# Шадрин, Алексей Сергеевич
Алексей Сергеевич Шадрин (род. 10 июня 1993 год, Харьков, Украина) – украинский виолончелист. Финалист 3-го Международного конкурса виолончелистов имени Д. Поппера (Венгрия, 2005 год), первое место на Международном музыкальном конкурсе имени Н. В. Лысенко (Украина, 2012), третье место на фестивале «Пражская весна» (Чехия, 2018). Четвертое место на конкурсе Королевы Елизаветы (Брюссель, 2022)

## Биография
Алексей Шадрин родился в 10 июня 1993 году в Харьковской семье украинских музыкантов. 
В семилетнем возрасте поступил в Харьковскую специальную музыкальную школу при ХНУИ им. И. Котляревского на обучение к профессору Е. М. Щелкановцевой. 
С 2004 года является стипендиатом Международного фонда содействия развитию одаренных детей, основанного скрипачом и дирижером Владимиром Спиваковым. Алексей Шадрин стал финалистом III Международного конкурса Дэвида Поппера в Венгрии. Он также получил вторую премию на Международном конкурсе в Минске в 2008 году. 
В 2010 году поступил в Ганноверскую Высшую школу музыки и театра в класс профессора Леонида Горохова. 
В 2012 году в Киеве получил первую премию на Международном музыкальном конкурсе им. Лысенко. 
С 2016 студент в Кронбергской академии, класс профессора Франса Хельмерсона.  
В 2016, 2018 годах Алексей Шадрин был активным участником мастер-классов по игре на виолончели, в 2016 году был удостоен стипендии Бориса Пергаменщикова.
В 2018 году занял третье место на конкурсе «Пражская весна».
В 2020 году поступил в Queen Elisabeth Music Chapel в класс Гари Хоффмана. 
Неоднократно выступал и как солист, и как участник концерта у себя на родине и в зарубежных гастролях.
Алексей Шадрин играет на современном инструменте скрипичного мастера Haiko Seifert г. Plauen.

## https://musicchapel.org/en/aleksey-shadrin-cello/
https://queenelisabethcompetition.be/en/laureates/oleksiy-shadrin/5094/